# Danica Dakić
Danica Dakić (Sarajevo, 1962) és un artista serbi.
Danica Dakić neix l'any 1962 a Sarajevo, i viu i treballa entre Sarajevo i Düsseldorf. Es forma a la Facultat de Belles Arts de Belgrad i a les acadèmies d'art de Sarajevo i Düsseldorf. Al llarg de la seva trajectòria artística, s'ha dedicat a la fotografia, el vídeo, el cinema i la instal·lació amb so. En els últims anys ha participat en diverses biennals i exposicions, entre les quals la col·lectiva How do we want to be governed? al Miami Art Central i a la 5a Biennal de Cetinje, a Iugoslàvia, a les quals va presentar l'obra Deaf Dance.
Danica Dakić crea instal·lacions esculturals, videoprojeccions situades en llocs específics, i projectes amb so relacionats amb l'arquitectura pública, amb la voluntat d'investigar els aspectes corporals i globals de la identitat i el llenguatge, i també les tensions que sorgeixen entre les experiències individuals i les col·lectives. Els seus treballs investiguen els àmbits d'identitat cultural i personal, i els polítics i geogràfics. L'artista es qüestiona el tema de la construcció de la identitat i de la "llar” que resulta dels impactes del canvi social, la globalització i la guerra, basant-se en la seva pròpia experiència com a emigrant. La insistència en la importància del llenguatge, de la paraula parlada, en la formació de la identitat és un element constant en la seva obra.